# Automatic Data Processing

Logotipo da Empresa

Automatic Data Processing (NASDAQ: ADP) é uma BPO americana, sediada em Roseland, Nova Jérsei, Estados Unidos.